# Sainte-Foy-Tarentaise
Sainte-Foy-Tarentaise este o comună în departamentul Savoie din sud-estul Franței. În 2009 avea o populație de 786 de locuitori.

## Evoluția populației
| An        | 1975 | 1982 | 1990 | 1999 | 2006 | 2009 |
| --------- | ---- | ---- | ---- | ---- | ---- | ---- |
| Populație | 593  | 609  | 643  | 681  | 849  | 786  |